# Бахматович Казимир

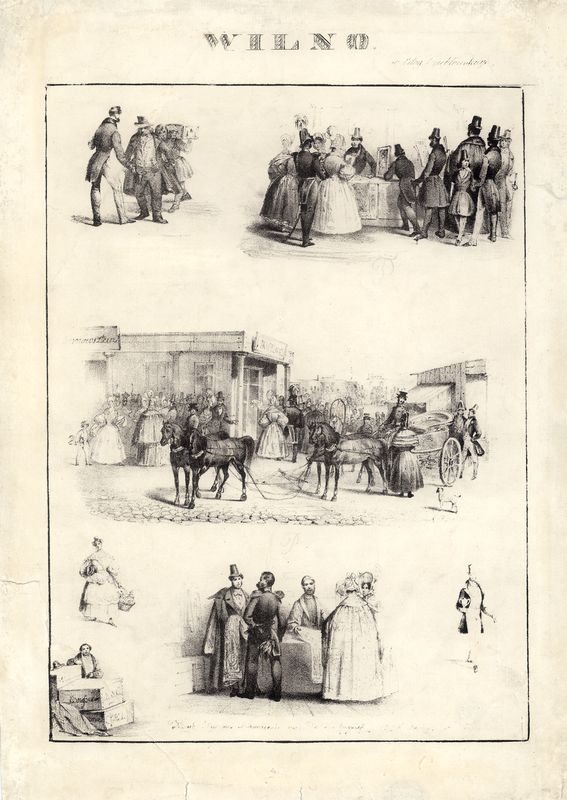
Арласіяда

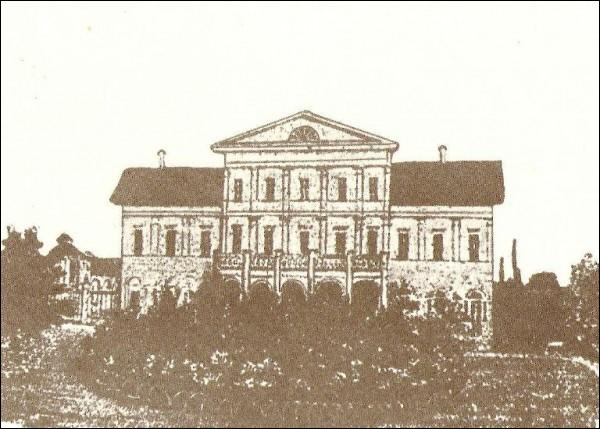
Палац Добровліни Бахматович. Літографія

Казимир Бахматович (біл. Казімір Бахматовіч; *1808, Добровляни — †1837, Добровляни)  — білоруський і литовський графік і живописець.

## Біографія
Був кріпаком графа А. Гюнтера, народився, жив і помер в його маєтку Добровляни біля Свіру (Мядельський район). Був домашнім вчителем малювання у маєтку, художню освіту отримав у Вільнюській школі живопису (1823-27) в Яна Рустема.
Казимир прожив в рідних місцях все життя і помер у віці неповних 30 років, малюючи навколишню природу і типи своїх земляків. Його картини відрізняються, найвищою мірою, точністю, що робить їх цінним образотворчим матеріалом для дослідників історії та етнографії Білорусі..

## Творчість
Відомі реалістичні побутові замальовки, що мають етнографічну цінність, пейзажі, гравюри, створені у Вільнюсі та Добровлянах, картини («Киргиз на коні», «Жебрак»). Головною справою його життя стали альбомні літографічні серії: «Спогад про Добровляни», «Арласіяда», «Вільнюс», «Незначні враження Я. Рустема», «Одяг і сцени. Литовські наряди».
Художник відрізнявся точністю і влучністю характеристик своїх персонажів. Крім інтересу до костюму і типажу, в його малюнках ми знайдемо пильну увагу художника до людини, її слабкостей і прихильностей. Художник вміє за допомогою дрібної деталі створити ємнісний, переконливий характер. Селянки розмовляють біля паркану, шумно розмовляють торговці, закрутилася в роботі праля, шляхтич поспішає до садиби, важливо розташувався в своєму ательє художник, галерея дрібних сцен з життя єврейських містечок — побуту писемності з усім його куштуванням і обігруванням деталей.
Заслуга К. Бахматовича в тому, що він вперше в білоруському мистецтві підніс значення малої форми в літографії до рівня картини.
Свого часу, у 1831 р, його найцікавіші малюнки були розміщені в альбомі «Зібрання національних і військових костюмів, намалював Казимир Бахматович, учень Вільнюської академії в Литві».